# 2626 Belnika
2626 Belnika è un asteroide della fascia principale. Scoperto nel 1978, presenta un'orbita caratterizzata da un semiasse maggiore pari a 2,8489550 UA e da un'eccentricità di 0,0250354, inclinata di 1,49023° rispetto all'eclittica.